# Mikulovice (kraj ołomuniecki)
Mikulovice (niem. Niklasdorf) – miejscowość gminna położona w kraju ołomunieckim, w powiecie Jesionik, w Czechach, do 21 grudnia 2007 roku działały tu  dwa przejścia graniczne z Polską drogowe i kolejowe, wieś sąsiadująca z Głuchołazami. Historycznie znajduje się na Dolnym Śląsku.

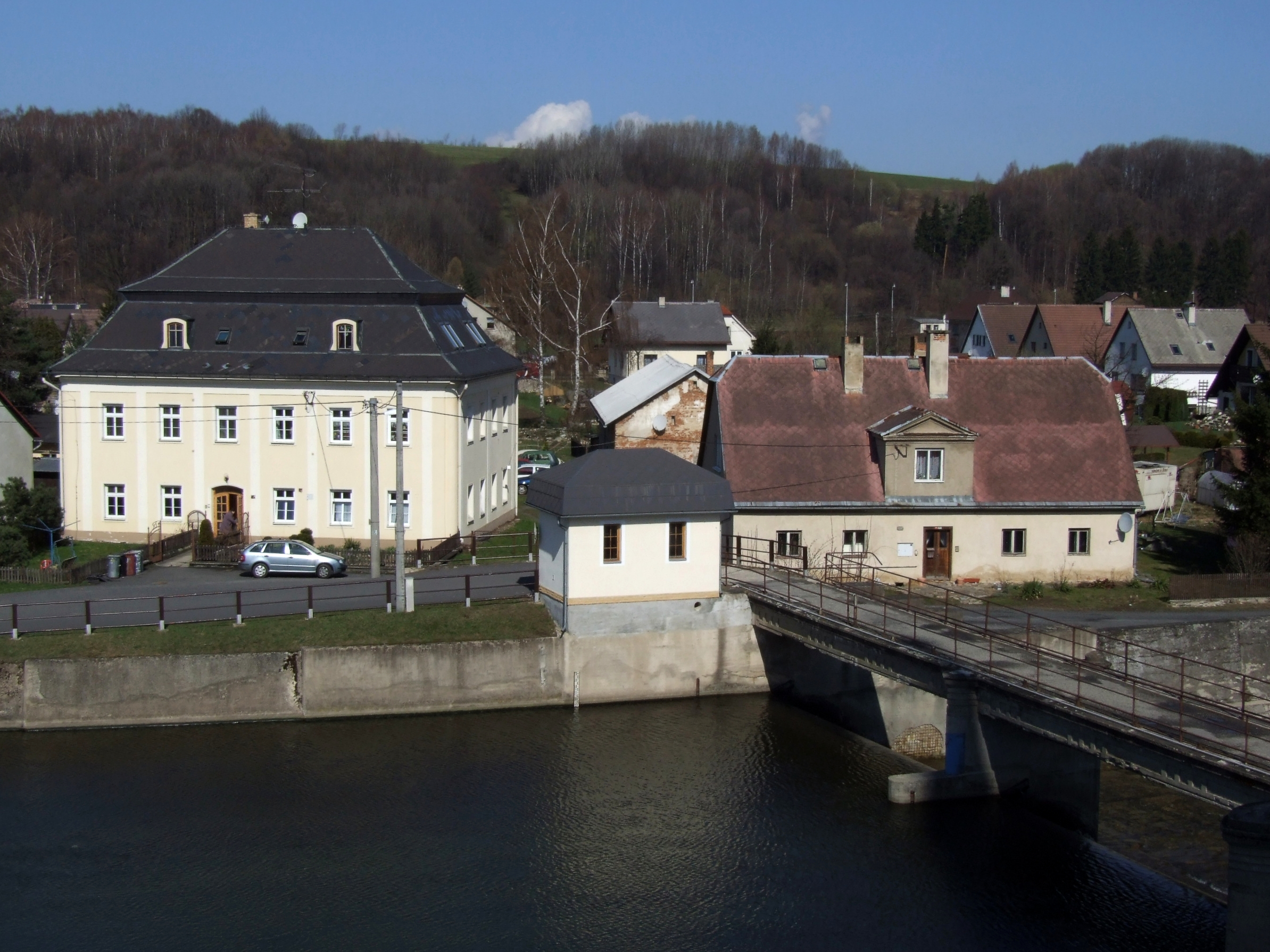
Mikulovice - kładka dla pieszych nad Białą Głuchołaską

## Historia
Pierwsza wzmianka o miejscowości pochodzi z 1263 (Villa Nikolai) i miała być założona przez wrocławskiego biskupa Wawrzyńca. Osiedlono tutaj kolonizatorów z Turyngii oraz Frankonii, wydobywających złoto w Białej Głuchołaskiej i Oleśnicy. Nazwę ma zawdzięczać Mikołajowi, który przeprowadził lokację wsi. W 1293 wspominano istniejącą tutaj parafię, później jednak podlegała parafii w Głuchołazach, a następnie w Ondřejovicach. Samodzielną jednostką kościelną stała się ponownie dopiero w 1672.
W 1903 część wsi została zniszczona przez powódź. W 1907 Mikulovice uzyskały status miasteczka i posiadały go do 1949. Zamieszkane były głównie przez Niemców sudeckich (w 1930 było tutaj 3145 Niemców i tylko 102 "Czechosłowaków"), przez co włączono je w granice III Rzeszy podczas aneksji Sudetów.
W 1945 miejscowość powróciła do Czechosłowacji i, po wysiedleniu Niemców, znacznie się wyludniła (było to jednym z powodów degradacji do statusu wsi). W 1960 przyłączono, niezależne do tej pory, wsie Kolnovice i Široký Brod, tworząc większą gminę Mikulovice. W 1976 dokonano kolejnego powiększenia - o Hradec-Nová Ves, która jednak w 1990 odzyskała samodzielność. W przeszłości osobną osadą w składzie gminy Mikulovice był też Bukovec (niem. Buchberg), powstała w 1786 w wyniku parcelacji dworu, jednak w 1976 jej samodzielność administracją zniesiono.

## Podział

### części gminy
- Kolnovice
- Mikulovice
- Široký Brod

### gminy katastralne
- Kolnovice
- Mikulovice u Jeseníka
- Široký Brod

## czesko-niemiecko-polskie nazwy
| nazwa czeska | nazwa niemiecka                                   | nazwa polska |
| ------------ | ------------------------------------------------- | ------------ |
| Bukovec      | Buchberg                                          |              |
| Kolnovice    | Kohlsdorf                                         | Kolnowice    |
| Mikulovice   | Niklasdorf                                        | Mikułowice   |
| Široký Brod  | Breitenfurt                                       |              |
| Terezín      | Theresienfeld                                     | Terezyn      |
| Vysutá       | Rennedsfeld (1869 Rennertsfeld, 1880 Rennersfeld) |              |

## Osoby urodzone w Mikulovicach
- Franz Xaver Gröger (1874-1932), krajoznawca[1]